# دیگو نونس
دیگو نونس (انگلیسی: Diego Nunes؛ زادهٔ ۳۰ نوامبر ۱۹۸۲) ورزشکار هنرهای رزمی ترکیبی اهل برزیل است.